# Abraham Stavsky

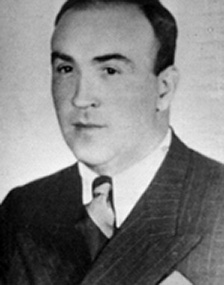
Avraham Stavsky

Abraham Stavsky (hebräisch אברהם סטבסקי; * 5. Januar 1906 in Brest, Russisches Kaiserreich (heute Belarus); † 22. Juni 1948 in Tel Aviv) war ein aktives Mitglied von Betar, der Jugendbewegung der Revisionistischen Zionisten, die von Wladimir Jabotinsky gegründet wurde, und der Brit HaBirionim.

## Jugend
Abraham wurde 1906 als Sohn von Ita und Avrahon-Zvi in Brest geboren. 1923 wurde er beim Versuch illegal ins Mandatsgebiet Palästina auszuwandern in Rumänien festgenommen, in seine damals polnische Geburtsstadt zurückgebracht. Militärdienst musste er in Polen leisten. 1933 konnte er mit einem Einwanderungszertifikat der Jewish Agency nach Palästina einwandern und wurde für Betar und Brit HaBirionim aktiv.

## Angeklagter im Fall Arlosoroff

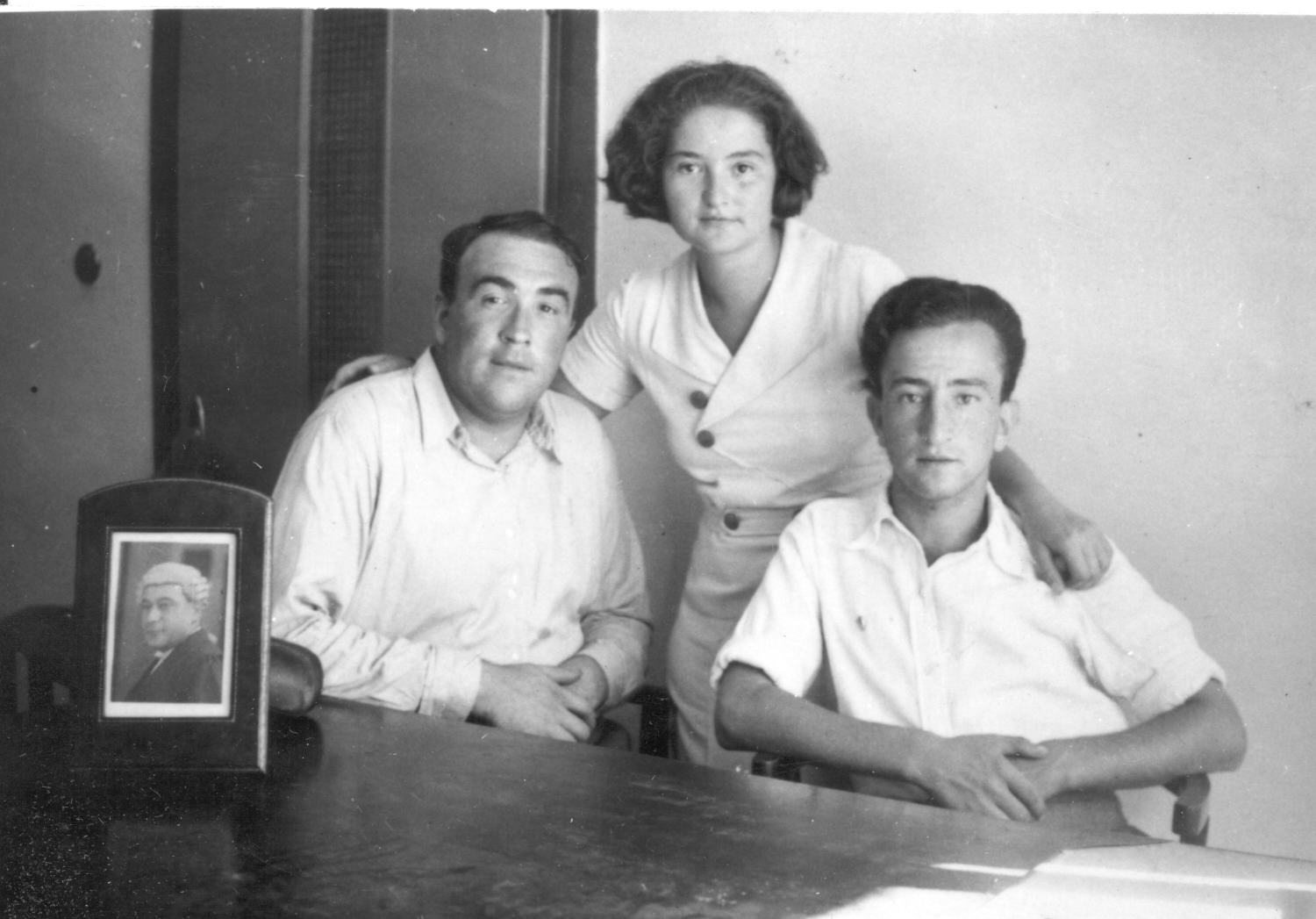
Die des Mordes an Arlosoroff Angeklagten:Abraham Stavsky, links, Zvi Rosenblatt, rechts, direkt nach ihrer Entlassung aus dem Gefängnis, auf dem Tisch das Porträt von Horace Samuel, ihrem Anwalt. Hinter ihnen: Sonia Ahimeir, Ehefrau Abba Ahimeirs, des dritten Angeklagten.

Am 18. Juni 1933 wurde Stavsky von der britischen Polizei des Völkerbundsmandats Palästina verhaftet. Er wurde verdächtigt, am 16. Juni 1933 Chaim Arlosoroff ermordet zu haben. Die Mapai von Ben-Gurion konzentrierte ihren Wahlkampf auf den Mord und die angebliche Beteiligung der konkurrierenden revisionistischen Zionisten um Wladimir Jabotinsky. Am 8. Juni 1934 wurde Stavsky in politisch aufgeladener Atmosphäre zum Tode verurteilt. Der aschkenasische Oberrabbiner von Palästina, Abraham Isaak Kook, führte eine Kampagne gegen das Urteil. Die Verteidiger beschuldigten die Polizei, die Zeugenaussage von Arlosoroffs Ehefrau Sima beeinflusst und aus politischen Gründen Beweismittel manipuliert zu haben. Das Todesurteil wurde vom obersten Appellationsgerichtshof aufgehoben und Stavsky freigesprochen. Eine von Menachem Begin 1982 initiierte Untersuchungskommission entlastete Stavsky nochmals, ohne andere Verdächtigte zu benennen.

## Migrationsprojekte nach Palästina
Stavsky setzte seine Arbeit mit der Irgun fort, indem er Tausenden von Juden auf von ihm organisierten Schiffen im Rahmen der fünften Alija 1939 zur Flucht vor der nationalsozialistischen Verfolgung in Europa und zur illegalen Einwanderung in das Mandatsgebiet Palästina verhalf. Es waren im Dezember 1938 aus Constanța mit der Dalfa 250 Passagiere und im August 1939 aus Warna mit Osiris 650, Cartova 650, Tripoli 700 und Prosula 654 Passagiere. 1947 organisierte er mit der Bergsongruppe die Fahrt der Ben Hecht mit 700 jüdischen Flüchtlingen nach Palästina, die Aufsehen erregend von der britischen Marine abgefangen wurde. Stavsky erwarb im selben Jahr mit der Bergsongruppe das Panzerlandungsschiff LST-138, das in Altalena umgetauft wurde und im Juni 1948 mit Waffen und Freiwilligen nach Israel fuhr. Am 22. Juni 1948 eskalierte der Streit um die Waffenverteilung in der Altalena-Affäre vor Tel Aviv in Gefechten zwischen der Irgun auf der einen Seite und Hagana und Palmach auf der anderen Seite. Israel geriet an den Rand eines Bürgerkrieges. Stavsky wurde dabei tödlich verletzt und starb. Die Altalena wurde versenkt.

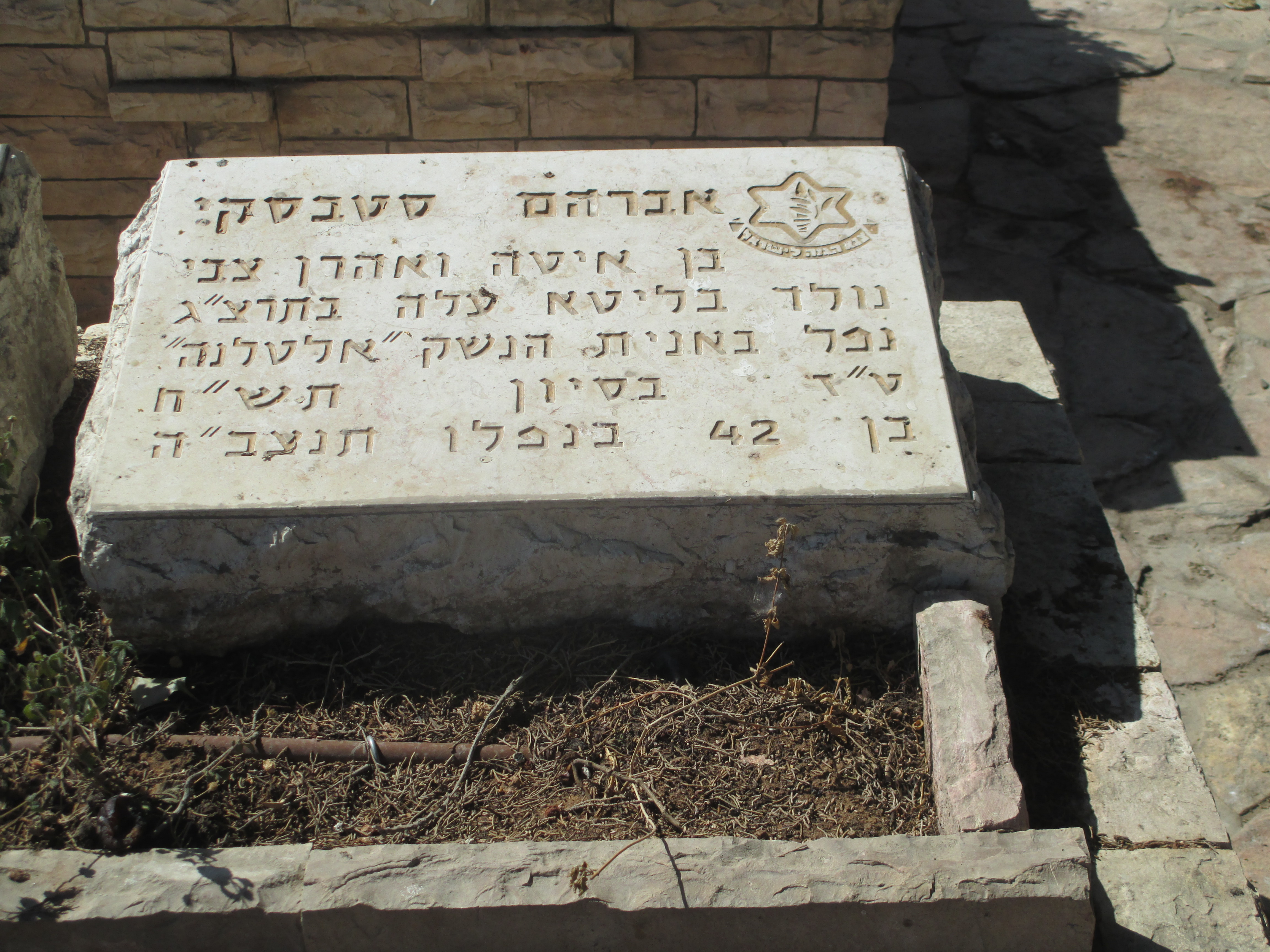
Grab Stavskys

Als Ironie der Geschichte kann verzeichnet werden, dass Stavsky rund 45 m von dem Ort entfernt starb, an dem Chaim Arlosoroff 15 Jahre früher erschossen wurde.